# 鼓浪屿林公馆
鼓浪屿林公馆，位于中国福建省厦门市思明区鼓浪屿鼓新路，为一个省级文物保护单位，类型为近现代重要史迹及代表性建筑，为第七批福建省文物保护单位，公布时间为2009年11月16日，鼓浪屿林公馆的历史年代登錄为清，是遷居至廈門的霧峰林家族人林朝棟所修建。現今林公館建築為「宮保第酒店」所使用，經營旅宿業。

## 沿革
1895年，清朝與日本簽訂馬關條約，決議割讓福建台灣省，霧峰林家林朝棟舉家搬遷至廈門鼓浪嶼，並在三多田修建了鼓浪嶼林公館，也被稱為鼓浪嶼宮保第。林朝棟死後，該公館由其子林祖密繼承，因而又稱為林祖密故居。宮保第則得名於霧峰林家第四代林文察死後被追贈太子少保，其族於台灣的居所就此被稱為「宮保第」，也令霧峰林家族人在廈門和漳州的宅邸連帶被稱為宮保第。
2012年，鼓浪嶼林公館經過「宮保第酒店」裝修後，已轉為旅宿業用途。